# Macrobrachium lujae
Macrobrachium lujae är en kräftdjursart som först beskrevs av De Man 1912.  Macrobrachium lujae ingår i släktet Macrobrachium och familjen Palaemonidae. Inga underarter finns listade i Catalogue of Life.